# Epidendrum microtum
Epidendrum microtum är en orkidéart som först beskrevs av John Lindley, och fick sitt nu gällande namn av Eric Hágsater och Luis M. Sánchez. Epidendrum microtum ingår i släktet Epidendrum och familjen orkidéer. Inga underarter finns listade i Catalogue of Life.